# Miniwelt
Miniwelt er en miniaturepark i Lichtenstein i Sachsen, der blev åbnet i juli 1999, og som efterfølgende har haft mere end 1,5 mio. besøgende. Parken dækker et område på over 40.000 m² med modeller af berømte bygningsværker fra hele verdenen i størrelsesforholdet 1:25.
I sæson 2015 omfattede Miniwelt over 100 modeller. Modellerne er for størstedelens vedkommende lavet af naturlige materialer. Ved enkelte modeller stammer nogle af materialerne endda fra de samme steder som dem, der blev benyttet til forbillederne. Mindre skulpturer i modellerne er dog støbt i plastik. Antallet af modeller vokser år for år og det foreløbige mål er at bygge 160 modeller i alt. Pladsmangel burde ikke blive problem, da man endnu råder over ca. 20.000 m² ubebygget areal, hvis udnyttelse stadig er under planlægning.
I tilslutning til parken er der et åbent værksted, hvor de besøgende kan se, hvordan nogle af modellerne bliver til. Desuden er der et spisested, Am Tor zur Welt.

## Udvalgte modeller
- Akropolis (Athen)
- Atomium
- Berliner Fernsehturm - Højeste model med 14,60 m.[1]
- Borobudur
- Brandenburger Tor
- Burg Eltz
- Eiffeltårnet
- Frauenkirche (Dresden)
- Frihedsgudinden
- Göltzschtalbrücke - Længste model med 22,96 m.[1]
- Holstentor
- Keopspyramiden - Den tungeste model med ca. 10 tons og den flademæssigt største med en kvadratisk grundareal på 83,91 m².[1]
- Operahuset i Sydney
- Pyramiden i Kukulcán
- Taj Mahal
- Umgebindehaus fra Oberlaubsitz - Mindste model.[1]
- United States Capitol
- Vasilij-katedralen
- Völkerschlachtdenkmal
- Wartburg